# Blauw van Beveren
Het Blauw van Beveren (ook kortweg Van Beveren) is een zeldzaam Vlaams konijnenras. Samen met het Blauw van Sint-Niklaas behoort het tot de oudere rassen van Vlaanderen, oorspronkelijk uit Beveren. Sindsdien is het geëxporteerd over de hele wereld en kwam het vooral in trek bij Britse fokkers.
Specifiek aan dit ras is het mandolinetype, vermoedelijk ontwikkeld in Engeland, waarbij verwezen wordt naar de elegante vorm van de rug. Ze bestaan in verschillende kleuren, hoewel blauw de oorspronkelijke en meest unieke variant is. Verder heeft men nog witte, zwarte, bruine en zelfs lilac Van Beverens (hoewel de laatste drie enkel worden erkend in Engeland). Andere variëteiten zoals verzilverde haartoppen en albino zijn helemaal niet erkend.
Met een gewicht van 4 kg is de Van Beveren een iets kleiner ras dan zijn broer Blauw van Sint-Niklaas. Het karakter is zachtaardig en temperamentvol.